# 筑波和俊
筑波 和俊（つくば かずとし、1949年4月7日 - ）は、旧皇族の子孫。掌典次長。

## 経歴
1949年（昭和24年）4月7日、筑波藤麿の5男として生まれる。母は、藤麿後妻の貞子。

## 系譜
出典がないものは霞会館 1996, p. 100を参照している。
- 父：筑波藤麿
- 母：筑波貞子（医師肥田和三郎3女）
  - 兄（前妻の子）：筑波常治（農学史学者） - 筑波常遍（勧修寺門跡） - 筑波常忠（夭折）[注釈 1] - 筑波常高（夭折）[注釈 1]。
  - 姉（前妻の子）：松浦登喜枝（伯爵松浦陞4男松浦擇夫人）。
- 妻：筑波裕美子[注釈 2] - 久保進長女。